# Siseme peculiaris
Siseme peculiaris is een vlindersoort uit de familie van de prachtvlinders (Riodinidae), onderfamilie Riodininae.
Siseme peculiaris werd in 1904 beschreven door H. Druce.